# Makapta varians
Makapta varians là một loài bướm đêm trong họ Noctuidae.